# Estação Chiayi
Chiayi (chinês tradicional: 嘉義, pinyin: Jiāyì) é uma estação ferroviária no condado de Chiaiy, em Taiwan, que é servida pela ferrovia de alta velocidade de Taiwan.
A estação foi projetada pela Fei & Cheng Associates e foi construída pela Takenaka Corporation. O teto do edifício e as plataformas são conectadas horizontalmente e uma claraboia com formato oval está instalada no centro do saguão da estação. A área total de piso é de 21.551 m3 e foi construída de aço e concreto reforçado.